# 垂直統合
垂直統合（すいちょくとうごう）とは、ある企業（あるいは企業グループ）が、自社の製品やサービスを市場に供給するためのサプライチェーンに沿って、付加価値の源泉となる工程を企業グループ内で連携して、時にはM&Aなどを通じて経営資源を補いながら特定事業ドメインの上流から下流までを統合して競争力を強めるビジネスモデルのことをいう。これに対してバリュー・チェーン上に定義される特定の工程で、それを提供する複数の企業グループが一体化することを水平統合（分業）という。

## 映画業界における例
映画用語のヴァーティカル・インテグレーション、垂直統合、縦の系列化は、同一の会社組織によって映画の製作・配給・興行のすべてを独占支配する縦型の組織体型を指す。いずれの名称ともvertical integrationの訳語である。
アメリカ合衆国では、このような独占は1940年代後半に違法と宣言された。1948年にパラマウントが真っ先にこの判決を受けたことから、パラマウント・ケース（パラマウント判決）とも呼ばれている。パラマウント映画がパラマウントという製作会社組織と配給部門を切り離し、独立した配給会社としてパラマウント・ピクチャーズを立ち上げ、異なる会社組織として商標登録されたのも、この判決の結果であった。
日本では、第二次世界大戦前から、大手と呼ばれた日活、あるいは松竹キネマ、帝国キネマ演芸、東宝映画、戦後も、松竹、東宝、大映、東映がこれを行った。東宝から分離した新東宝はこの形成に失敗し、経営破綻の原因の1つとなった。

## 製造業産業における例
例えば自動車産業において、研究開発型企業と部品製造工場、そして販売を行う営業会社に至るまでの業務がグループ企業内で総合的に行われることや、石油小売業を営む企業が、調査や掘削、石油精製、輸送などの事業を統合していくことなどが、このビジネスモデルに該当するとされる。
ファーストリテイリングやダイソーは、製品の企画、生産、販売のプロセスをすべて握った状態で経営し、垂直統合の好例である。

## 日本のエレクトロニクス業界における例
日本のエレクトロニクス業界衰退の原因について、垂直統合モデルへの固執が原因という説がある。
日本の携帯電話業界では、SIMロックなどによって、回線提供者（通信事業者）と機器の結びつきは固定的となり、通信回線・端末・サービスが三位一体の垂直統合化が進んだ。この結果、それぞれのメーカーが独自開発のもとに製品展開を行ったため、ハードウェアの性能、サービスの内容、規格の標準化、価格などの面で国際的な競争に追従できず、俗にガラパゴス化が進んだといわれる。こうして通信回線を持たないAppleなどの大手スマートフォンメーカーの台頭によって産業構造が大幅に変化し、携帯電話の生産からの撤退が相次いだ。